# On the Right Track
On the Right Track – trzynasty album studyjny The Skatalites, jamajskiej grupy muzycznej wykonującej ska. 
Płyta została wydana 7 maja 2007 roku przez australijską wytwórnię AIM Records. Produkcją nagrań zajęli się Peter Noble i Paul Pilsneniks.

## Lista utworów
1. "New York Minute"
2. "Outback Ska"
3. "Shock Trail"
4. "Right Track"
5. "Doreen Special"
6. "Divine Conception"
7. "Bye Bye"
8. "Little Irene"
9. "June Rose"
10. "One Armed Bandit"
11. "Marguerita's Lament"
12. "Uluru Rock"
13. "Outback Dub"

## Muzycy

### The Skatalites
- Lloyd Knibb - perkusja
- Lester "Ska" Sterling - saksofon altowy
- Carl "Cannonball" Bryan - saksofon tenorowy
- Vin "Don Drummond Jr." Gordon - puzon
- Kevin Batchelor - trąbka
- Devon James - gitara
- Val Douglas - gitara basowa
- Ken Stewart - keyboard

### Gościnnie
- Cedric "Im" Brooks - saksofon tenorowy
- Aurelien "Natty Frenchy" Metsch - gitara
- Doreen Shaffer - wokal